# 徐华封
徐華封（1858年—1928年？），字祝三，江蘇無錫人，是清朝末年的科學家，化學家徐壽的三子。

## 生平
徐華封生於1858年，性格聰敏，父親徐壽很喜歡他，特別教他銳利、秘密武器的制法。
|                         | 華封，字祝三。性敏，為父所愛，秘說精器多授之，以製造為治生。 |
| ——清史稿·徐壽傳（節錄） |                                                              |

長大後進了江南製造局，擔任機械學堂的老師。父親辭世後，他繼任格致書院的董事。他的化學令當時的人大爲欣賞，朝廷賜他四品官，但他無意做官，因而拒絕。

## 家庭
徐華封是中國清朝化學家徐壽的三子，為徐壽所寵愛。父子常一起研究科學，一同在家庭實驗室裏工作，徐華封亦從父親學到不少有關科技、科學等的知識。
他有兩個哥哥：徐大呂（徐壽長子）、徐建寅，字仲虎（徐壽次子）。哥哥徐建寅同樣是個科學家，精通數理化，曾跟父親徐壽參與製作蒸汽機、槍炮等，亦有協助製備硝酸、硫酸等試劑。
娶孫氏（生於咸豐八年）為妻子，育申桂、申梅、申輪、申誠、申敬、申慎七子，還有四個女兒。

## 成就
徐華封在中國近代科學中頗有建樹，而且跟哥哥徐建寅為父親訂立下來的格致學發揚光大。他為父親徐壽翻譯西洋科學書，並在父親事務繁忙時代他處理他省機器局的事宜。
他對科學有一定的認識和研究，譯作有《電氣鍍鎳》、《鍍金》，闡明電鍍所需要的技巧，如金屬溶解沉積的「七法」，和化學、電學、幾何學、重學（對重力的研究）等「七學」對電鍍科學的重要性。他創了「電鍍」一詞，為電鍍化學奠下了重要的基礎。他亦有翻譯《考試司機》六冊。他也有幫忙封校父親的書。
他有開肥皂厰，把自己的化學知識帶進工業，可説是早期的工業家。